# Clash at the Castle: Scotland
Clash at the Castle: Scotland — це шоу професійного реслінгу 2024 року, що було організоване американською промоутерською компанією WWE. Це було друге шоу з серії Clash at the Castle, що відбулося 15 червня 2024 року в OVO Hydro у Глазго, Шотландія. Подія транслювалася за принципом PPV та наживо і проводилась за участі реслерів з брендових підрозділів компанії RAW та SmackDown. Це було перше PPV-шоу та перше лайвстримінгове шоу WWE, що проходило у Шотландії.

## Сюжети
Шоу включало у себе п'ять матчів, котрі стали результатом сценарних сюжетних ліній. Результати визначались сценаристами WWE на брендах RAW та SmackDown, а сюжетні лінії створювались і розвивались на щотижневих телевізійних шоу WWE: Monday Night RAW та Friday Night SmackDown.
Під час другої ночі Реслманії XL, 7 квітня 2024 року, Дрю МакІнтайр виграв титул чемпіона світу у важкій вазі в двобої з Сетом «Фрікін» Ролінсом. Після матчу, МакІнтайр почав насміхатись над спеціально запрошеним коментатором зазначеного двобою Сі Ем Панком, з якого Дрю знущався публічно упродовж місяців. Панк зрештою атакував МакІнтайра і це допомогло Деміану Прісту, члену угруповання «Судний День», використати його контракт Money in the Bank на Дрю та відібрати чемпіонський титул. У епізоді RAW від 13 травня, Пріст погодився надати Дрю матч за чемпіонство, як тільки той залікує свою травму ліктя. На шоу King and Queen of the Ring, 25 травня, керівник креативного відділу WWE Пол «Тріпл Ейч» Левек анонсував, що МакІнтайр допущений медиками компанії до виступів на ринзі і Деміан захищатиме свій титул чемпіона у двобої з Дрю на Батьківщині останнього — Шотландії на шоу Clash at the Castle: Scotland. На останньому RAW перед їх матчем, МакІнтайр заявив, що Пріст не зможе зберегти свій титул без своїх товаришів по угрупованню («Брудного» Домініка Містеріо, Фінна Балора і Джей Ді МакДони). Пріст оголосив, що Фінн зустрінеться з МакІнтайром пізніше того ж вечора, і якщо Дрю переможе, то всім членам Судного Дня буде заборонено перебувати біля рингу під час чемпіонського поєдинку, але якщо переможе Балор, то трійця буде присутня, аби побачити тріумф Пріста зблизька. Згодом МакІнтайр переміг Балора.
В епізоді SmackDown від 10 травня Челсі Грін і Пайпер Нівен виявились незадоволеними заявою чемпіонки WWE Бейлі про те, що вона з нетерпінням чекає на можливість побачити Джейд Каргілл на турнірі «Королева рингу». Каргілл повинна була зустрітися з Нівен у першому раунді турніру і пізніше того ж вечора перемогла Пайпер. Ґрін і Нівен продовжували провокувати Бейлі, а в епізоді від 24 травня відбувся нетитульний матч між Бейлі та Ґрін, в якому перемогла чемпіонка. У наступному епізоді Ґрін і Нівен жорстоко напали на Бейлі, а пізніше, того ж вечора вони перемогли Бейлі й Наомі у командному матчі. Пізніше матч між Бейлі та Нівен за титул чемпіона WWE серед жінок був запланований на Батьківщині Нівен — на шоу Clash at the Castle: Scotland.
З середини квітня, Інтерконтинентальний чемпіон Семі Зейн ворогував з Чадом Ґейблом з угруповання Академія Альфа. Після поразки від Зейна у боротьбі за чемпіонство, Ґейбл жорстоко напав на нього, ставши таким чином лиходієм. Після цього Ґейбл почав принижувати своїх товаришів по «Академії»: Отіса, Акіру Тозаву і Максін Дюпрі. Суперництво Зейна і Ґейбла продовжилося і на King & Queen of the Ring, де Зейн захистив свій титул в тристоронньому матчі, в якому також брав участь Ґейбл, завдяки випадковому удару Отіса по Чаду. 31 травня в епізоді RAW, після того, як Отіс програв матч, Ґейбл заявив, що покарає його за це. Коли Ґейбл збирався вдарити Отіса ременем, його перервав Зейн, який запитав, як довго Академія Альфа буде миритися з приниженнями збоку Ґейбла. Після чергової провокації Зейн і Ґейбл почали бійку, з якої переможцем вийшов останній. У наступному епізоді Зейн гукав до себе на розмову Ґейбла, однак той відправив посланцями Академію з листом від Чада, у якому той викликав Зейна на ще один матч за Інтерконтинентальний титул. Тоді Зейн погодився захищати титул у двобої проти Ґейбла на Clash at the Castle: Scotland.
На Backlash France Коді Роудс переміг Ей Джея Стайлза і зберіг за собою титул Беззаперечного чемпіона WWE. 24 травня, в епізоді SmackDown Стайлз зустрівся з генеральним менеджером бренду Ніком Алдісом, щоб попросити ще один чемпіонський матч проти Роудса, зазначивши, що йому залишилося не так багато часу в кар'єрі і це може бути його остання можливість. Алдіс відмовив, заявивши, що Стайлз має заслужити цей поєдинок. Наступного тижня, коли Стайлз, здавалося, оголошував про свою відставку, він викликав Роудса для передачі естафети лідерства у роздягальні синього бренду. Однак після святкування Стайлз жорстоко напав на Коді. У наступному епізоді, розлючений на Стайлза Роудс прийняв виклик Стайлза на ще один чемпіонський матч на Clash at the Castle: Scotland, але зазначив, що це буде матч за правилами «Я здаюсь», і Алдіс затвердив його офіційно.
У випуску RAW від 20 травня Шейна Базлер і Зої Старк виграли чотиристоронній командний матч і стали головними претендентками на титули Командних чемпіонок WWE серед жінок, що належали Б'янці Белер і Джейд Каргілл. Наступного тижня Альба Файр та Айла Доун висміяли Базлер і Старк, заявивши, що вони ніколи не перемагали їх. У наступному епізоді RAW Базлер і Старк викликали на ринг Белер і Каргілл. Після деяких знущань матч за титул відбувся, але закінчився дискваліфікацією Белер і Каргілл після втручання Файр і Доун. На SmackDown того ж тижня, між трьома командами спалахнула бійка. Пізніше Белер і Каргілл поговорили з генеральним менеджером SmackDown Ніком Алдісом і оголосили, що вони будуть захищати жіночі командні титули у тристоронньому командному матчі проти Базлер і Старк, а також Файр і Доун. Бій пройде на Батьківщині Айли — на шоу Clash at the Castle: Scotland.

## Матчі
| №                                                    | Результати | Умови | Час   |
| ---------------------------------------------------- | --- | --- | ----- |
| 1                                                    | Коді Роудс (c) переміг Ей Джея Стайлза змусивши опонента сказати «Я здаюсь».                                                         | Матч за правилами «Я здаюсь» за Беззаперечне чемпіонство WWE                                                | 27:45 |
| 2                                                    | Несвятий Союз (Альба Файр та Айла Доун) перемогли Б'янку Белер й Джейд Каргілл (c) та Шейну Базлер і Зої Старк утриманням опонентки. | Тристоронній командний матч за Командне чемпіонство WWE серед жінок                                         | 12:10 |
| 3                                                    | Семі Зейн (c) переміг Чада Ґейбла (з Отісом і Максін Дюпрі) утриманням опонента.                                                     | Одиночний матч за Інтерконтинентальне чемпіонство WWE                                                       | 22:15 |
| 4                                                    | Бейлі (c) перемогла Пайпер Нівен (з Челсі Грін) утриманням опонентки.                                                                | Одиночний матч за Чемпіонство WWE серед жінок                                                               | 13:30 |
| 5                                                    | Деміан Пріст (c) переміг Дрю МакІнтайра утриманням опонента.                                                                         | Одиночний матч за Чемпіонство світу у важкій вазі Іншим членам Судного Дня заборонено з'являтись біля рингу | 20:20 |
| \| (c) \| – чемпіон(-и) на момент старту поєдинку \| | | |       |
| (c)                                                  | – чемпіон(-и) на момент старту поєдинку                                                                                              | |       |